# 乔迈
乔迈（1937年—），原名乔国范，男，吉林海龙人，祖籍山东，中国作家，吉林省作家协会原副主席，中国作家协会名誉委员。